# 近藤金次郎
近藤 金次郎（こんどう きんじろう、1866年（慶應2年）8月28日 - 1933年（昭和8年）2月9日）は、日本の政治家、大野町会議員、福井県会議員、呉服店店主、亀城銀行取締役、俳人。俳号は松翠舎漣月。

## 来歴
越前国大野郡大野町（のち福井県大野郡大野町、現：大野市）の酒造業田中彌三兵衛の男子として生まれた。幼少の頃より同地の老舗呉服屋あらごろ呉服店の店主近藤五郎右衛門の養子として育つ。1881年（明治14年）養父没後に家督を継ぎ、呉服店を継承する。1917年（大正6年）、正風音社の大野分社長を嘱託される。さらに大野町に本社のあった亀城銀行取締役（大七銀行合併の後に福井銀行に吸収される）、北陸絹布株式会社取締役、大野撚絲株式会社社長、大野町会議員、大野郡会議員を歴任した。
- 1904年（明治37年）4月より、大野町会議員に当選し政界入りし、大正14年3月まで連続5期在職した[2]。
- 1907年（明治40年）9月30日より大野郡会議員を明治44年9月まで在職した[2]。
- 1912年に大野呉服商組合を改組し自ら組合長となり、呉服商界の指導育成に尽力した。
- 1924年（大正13年）7月3日より、福井県会議員の尾崎弥右衛門辞職に伴う補欠選挙にて福井県会議員となった[9]。
- 1925年（大正14年）7月、朝鮮視察に参加した[2]。
- 1927年（昭和2年）、越美北線促進期成同盟会を組織し、積極的な開通促進運動を行った結果、総工費1億8千万円の予算と6ヶ年の継続事業として起工が決定した[10]。同線は一時戦中の混乱で工事中止となったが、その後1960年（昭和35年）に開通している。
- 1933年（昭和8年）2月9日死亡[3]。

婿養子は大野町町長の近藤由太郎。孫は洋画家の近藤五郎(吾郎)。

## 俳諧
- 弥栄ふ文の台や今日の月 （寿音集）[6]
- 通る度思ふ枯野や祖師の恩　（水音谺）[11]